# 밥 맥그래스

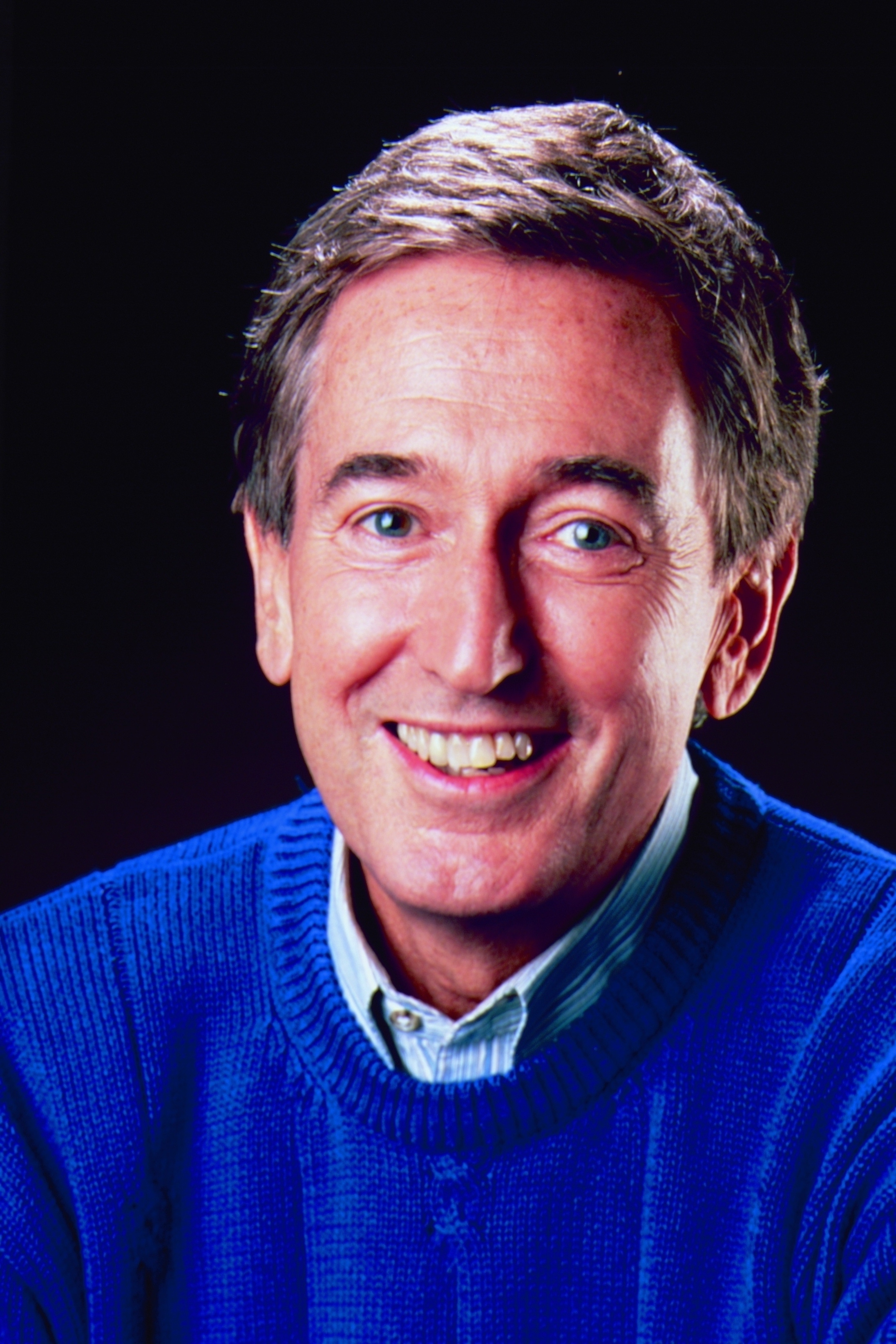
1989년 모습

밥 맥그래스(Bob McGrath, 본명: 로버트 에밋 맥그래스, Robert Emmett McGrath, 1932년 6월 13일 ~ 2022년 12월 4일)는 미국 배우, 가수, 아동 작가로 1969년부터 2016년까지 교육 TV 시리즈 세서미 스트리트에서 독창적인 인간 캐릭터이자 음악 교사인 밥 존슨 역을 맡은 것으로 가장 잘 알려져 있다.

## 작품
- 세서미 스트리트
- 엘모의 대모험